# Chef (программа)
Chef — система управления конфигурациями, написанная на Ruby (клиентская часть) и Erlang (серверная часть), с использованием предметно-ориентированного языка для описания конфигураций. Используется для упрощения задач настройки и поддержки множества серверов и может интегрироваться в облачные платформы, такие как Rackspace и Amazon EC2, для автоматизации управления текущими процессами настройки новых серверов.
Пользователь Chef создаёт определенные «рецепты» с описанием того, как управлять серверными приложениями (например, Apache, MySQL или Hadoop) и их настроек.
«Рецепт» — это описание состояния ресурсов системы, в котором она должна находиться в конкретный момент времени, включая установленные пакеты, запущенные службы, созданные файлы. Chef проверяет, что каждый из ресурсов системы настроен правильно и пытается исправить состояние ресурса, если оно не соответствует ожидаемому.
Chef может работать как в режиме клиент-сервер, так и в режиме автономной конфигурации, называемом «chef-solo». В режиме клиент-сервер клиент посылает на сервер различные свойства хоста, на котором он расположен. На стороне сервера используется Solr для индексирования свойств и предоставления API для запроса информации клиентом. «Рецепты» могут запрашивать эти свойства и использовать полученные данные для настройки хоста.
Обычно используется для управления Linux-узлами, но последние версии поддерживают Windows.
Наряду с CFEngine, Bcfg2 и Puppet считается одной из наиболее популярных систем управления конфигурациями для Linux. Другими примерами являются Ansible, SaltStack, а также Desired State Configuration для Windows.